# Bohuslav Matěj Černohorský
Bohuslav Matěj Černohorský (ur. 16 lutego 1684 w Nymburku, zm. 1 lipca 1742 w Grazu) – czeski kompozytor i organista okresu baroku.

## Życie
Pochodził z rodziny o bogatych tradycjach muzycznych, jego ojciec Samuel Černohorský był w Nymburku kantorem i organistą. Od roku 1700 do 1702 studiował na uniwersytecie w Pradze a następnie w 1703 roku wstąpił do Zakonu Braci Mniejszych. Święcenia kapłańskie przyjął w 1708 roku. Ponieważ przełożeni Černohorskiego nie chcieli wyrazić zgody na podjęcie przez niego dalszych studiów muzycznych we Włoszech, udał się w podróż samowolnie. Został za to surowo ukarany - zakazano mu powrotu do Czech na okres dziesięciu lat. Czas ten spędził jako organista w minoryckich klasztorach w Asyżu oraz Padwie. Wtedy też dokończył studia uzyskując tytuł doktora. Podjął również działalność pedagogiczną: sztuki komponowania uczył się od niego późniejszy słynny wirtuoz skrzypiec i kompozytor Giuseppe Tartini. Od roku 1720 działał w Pradze jako organista, kompozytor oraz nauczyciel, stając się jedną z ważniejszych osobistości tamtejszego życia muzycznego. Jego uczniami byli m.in. późniejsi czescy kompozytorzy Česlav Vaňura, František Tůma, Josef Seger oraz Jan Zach. Według niektórych przekazów wśród jego uczniów miał się też znajdować młody Christoph Willibald Gluck, jednak informacje o ich wzajemnych kontaktach nie znalazły, jak dotąd, potwierdzenia w źródłach. Kompozytor udzielał się również w życiu zakonnym. Wrocławski konwent minorytów obdarzył go w roku 1723 tytułem "magister musicae". Jako przedstawiciel młodszej i liberalnie ukierunkowanej grupy minorytów kandydował Černohorský na wyższe stanowiska zakonne, niestety, bez powodzenia. Zwycięzcy - zwolennicy konserwatywnych porządków - wykorzystywali byle pretekst by uprzykrzyć życie przedstawicielowi opozycji. Po śmierci ojca kompozytor nie zgodził się na przekazanie zakonowi należnej mu części spadku (nie chciał uszczuplenia majątku rodzeństwa), za co pozbawiono go wszystkich tytułów i nakazano trzyletni pobyt w małym klasztorze na prowincji. Przebywał tam w latach 1727–1730. Po powrocie do Pragi podjął starania o uzyskanie zgody na wyjazd do Włoch, na co zezwolono mu w 1731 roku. Do 1742 roku działał we Włoszech jako organista, zmarł w trakcie podróży do Czech w tym samym roku.

## Twórczość
Z twórczości Bohuslava Matěja Černohorskiego zachowało się niewiele utworów. Przede wszystkim są to wokalno-instrumentalne dzieła sakralne oraz kompozycje organowe. Najważniejsze z nich to:
- Vesperae minus solennes
- Regina coeli (1712)
- Litaniae Lauretanae Beatae Mariae Virginis de Victoria
- Laudetur Jesus Christus (1729)
- Fuga c-moll
- Fuga gis-moll - D-dur
- Fuga F-dur
- Fuga a-moll
- Toccata C-dur